# Ducado de Almazán
El ducado de Almazán es un título nobiliario español, con grandeza de España, creado en 1698 por el rey Carlos II en favor de Bernardo Abarca de Bolea y Ornes, iii marqués de las Torres y señor de Maella.
Su denominación hace referencia al lugar de Villanueva de Almazán, en el municipio aragonés de Maella, junto al monasterio de Santa María de la Trapa de Santa Susana.

## Duques de Almazán
|                        | Titular                                                              | Periodo                |
| Creación por Carlos II | Creación por Carlos II                                               | Creación por Carlos II |
| ---------------------- | -------------------------------------------------------------------- | ---------------------- |
| i                      | Bernardo Abarca de Bolea y Ornes                                     | 1698 - 1738            |
| ii                     | Buenaventura Pedro de Alcántara Abarca de Bolea y Bermúdez de Castro | 1738 - 1742            |
| iii                    | Pedro Pablo Abarca de Bolea y Pons de Mendoza                        | 1742 - 1798            |
| iv                     | Pedro de Alcántara de Silva Fernández de Híjar y Abarca de Bolea     | 1798 - 1808            |
| v                      | Agustín Pedro de Silva y Palafox                                     | 1808 - 1817            |
| vi                     | Francisca Javiera de Silva y Fitz-James Stuart                       | 1817 - 1818            |
| vii                    | José Rafael de Silva y Fernández de Híjar Portugal y Palafox         | 1818 - 1863            |
| viii                   | Cayetano de Silva y Fernández de Córdoba                             | 1863 - 1865            |
| ix                     | Agustín de Silva y Bernuy Fernández de Híjar                         | 1865 - 1872            |
| x                      | Alfonso de Silva Fernández de Híjar y Campbell                       | 1872 - 1930            |
| xi                     | María Araceli de Silva y Fernández de Córdoba                        | 1930 - 1966            |
| xii                    | María del Rosario de Mariátegui y Silva                              | 1968 - 2008            |
| xiii                   | Natalia Ruth Mariátegui Muro                                         | 2016 - presente        |

## Historia de los duques de Almazán
- Bernardo Abarca de Bolea y Ornes (1648-1701), i duque de Almazán y iii marqués de las Torres.[3]

Casó con Francisca Bermúdez de Castro y Moncayo, hija de Berenguer Bermúdez de Castro y Bardají, ii marqués de Cañizar, y de Francisca de Moncayo y Bolea, vi marquesa de San Felices. Le sucedió su hijo:
- Buenaventura Pedro de Alcántara Abarca de Bolea y Bermúdez de Castro (1699-1742),[4] ii duque de Almazán, ix conde de Aranda, iv marqués de las Torres y iii conde de Castellflorit.[3]

Casó con María Josefa Pons de Mendoza, ii condesa de Robres, iv marquesa de Vilanant, iii marquesa de Rupit, baronesa de Sangarrén y Orcau. Le sucedió su hijo:
- Pedro Pablo Abarca de Bolea y Pons de Mendoza Ximenez de Urrea (1719-1798), iii duque de Almazán, x conde de Aranda, v marqués de las Torres, iv marqués de Rupit, v marqués de Vilanant, iv conde de Castellflorit, vi vizconde de Joch, xii vizconde de Rueda, xi vizconde de Biota, xix barón de Gavín y xi barón de Trasmor.

Casó con María del Pilar de Silva Fernández de Híjar y Palafox, hija de Pedro de Alcántara de Silva Fernández de Híjar y Abarca de Bolea, ix duque de Hijar, y de Rafaela de Palafox Rebolledo y Croy de Havré Lante della Rovere. Le sucedió su suegro:
- Pedro de Alcántara de Silva Fernández de Híjar y Abarca de Bolea (1741-1808), iv duque de Almazán, v duque de Bournonville, ix duque de Híjar, ix duque de Aliaga, ix duque de Lécera, vi marqués de Orani, x marqués de Almenara, x conde de Palma del Río etc.[6]

Casó con Rafaela de Palafox Rebolledo y Croy de Havré. Le sucedió su hijo:
- Agustín Pedro de Silva y Palafox (1773-1817), v duque de Almazán, vi duque de Bournonville, x duque de Híjar, x duque de Aliaga, x duque de Lécera, vii marqués de Orani, xi marqués de Almenara, xiv marqués de Montes Claros, vi marqués de Rupit, vii marqués de las Torres de Aragón, vii marqués de Vilamat, xi conde de Aranda, xi conde de Palma del Río, xvii conde de Belchite, xv conde de Salinas, xvi conde de Ribadeo, x conde de Vallfogona, viii conde de Guimerá, x conde de Castellflorit, etc.

Casó con María Francisca Fernanda Fitz-James Stuart y Stolberg, hija de Carlos Bernardo Fitz-James Stuart y Silva, iv duque de Berwick, y de Carolina Augusta zu Stolberg-Gedern, princesa de Hornes. Le sucedió su hija:
- Francisca Javiera de Silva y Fitz-James Stuart (1795-1818), vi duquesa de Almazán, xi duquesa de Híjar, xii de Lécera, xii de Aliaga, ix de Bournonville, x marquesa de Orani, xii de Almenara, vii de Rupit, viii de Vilanant, vi marquesa de las Torres de Montes, xii condesa de Palma del Río, xii de Aranda, xv de Salinas, xviii de Ribadeo, xi de Vallfogona, ix de Guimerá, de Castelflorit, ix vizcondesa de Jóc, x de Alquerforadat y princesa de la Portella.[8]

Murió soltera y le sucedió su tío:
- José Rafael de Silva y Fernández de Híjar Portugal y Palafox (1776-1863), vii duque de Almazán, viii duque de Bournonville, xii duque de Híjar etc.

Casó con Juana Nepomucena Fernández de Córdoba y Villarroel Spínola de la Cerda, hija de José María Fernández de Córdoba y de María Antonia Fernández de Villarroel —viii condesa de Salvatierra, vii marquesa del Sobroso, vi de Fontehoyuelo, vii vizcondesa de Villatoquite, x marquesa de Baides, xiii de Loriana, viii de La Puebla de Ovando, x de Jódar y ix de Valero—. Le sucedió su hijo:
- Cayetano de Silva y Fernández de Córdoba (1805-1865), viii duque de Almazán, ix duque de Bournonville, xiii duque de Híjar etc.[10]

Casó con María de la Soledad Bernuy y Valda, hija de Ana Agapita de Valda y Reigeiro, ix marquesa de Valparaíso y marquesa de Albudeyte. Le sucedió su hijo:
- Agustín de Silva y Bernuy Fernández de Híjar (1826-1872), ix duque de Almazán, x duque de Bournonville, xiv duque de Híjar etc.[11]

Casó con Luisa Ramona Fernández de Córdoba y Vera de Aragón, hija de Francisco de Paula Fernández de Córdoba y Lasso de la Vega, xix conde de la Puebla del Maestre, y de María Manuela de Vera de Aragón y Nin de Zatrillas, marquesa de Peñafuente. Le sucedió su primo hermano:
- Alfonso de Silva Fernández de Híjar y Campbell (1848-1929), x duque de Almazán, xv duque de Híjar, etc.

Casó con María del Dulce Nombre Fernández de Córdoba y Pérez de Barradas, hija de Luis Tomás Fernández de Córdoba Figueroa y Ponce de León, xv duque de Medinaceli, xiv duque de Feria, etc. y de Ángela María Apolonia Pérez de Barradas y Bernuy, i duquesa de Denia y i duquesa de Tarifa. Le sucedió su hija:
- María Araceli de Silva y Fernández de Córdoba (Pau, 2 de noviembre de 1893-Madrid, 17 de septiembre de 1966), xi duquesa de Almazán.

Casó con Alfonso de Mariátegui y Pérez de Barradas (San Sebastián, 13 de septiembre de 1887-Madrid, 12 de junio de 1940), xi marqués de Cortes de Graena. Residieron en el palacio situado en la calle de Zurbano, 1 (Madrid), donde actualmente se sitúa la sede del Partido Popular. Le sucedió su hija:
- María del Rosario de Mariátegui y Silva (1968), xii duquesa de Almazán.

Casó con Jaime López de Carrizosa y de Ratibor, v marqués de Mochales, xiii marqués de Casa Pavón, iii conde de Eleta, iii conde de Moral de Calatrava. Le sucedió su sobrina:
- Natalia Ruth Mariátegui Muro, xiii duquesa de Almazán.